# 1227 en santé et médecine
| Années de la santé et de la médecine : 1224 - 1225 - 1226 - 1227 - 1228 - 1229 - 1230    |
| Décennies de la santé et de la médecine : 1190 - 1200 - 1210 - 1220 - 1230 - 1240 - 1250 |

Cet article présente les faits marquants de l'année 1227 en santé et médecine.

## Événements

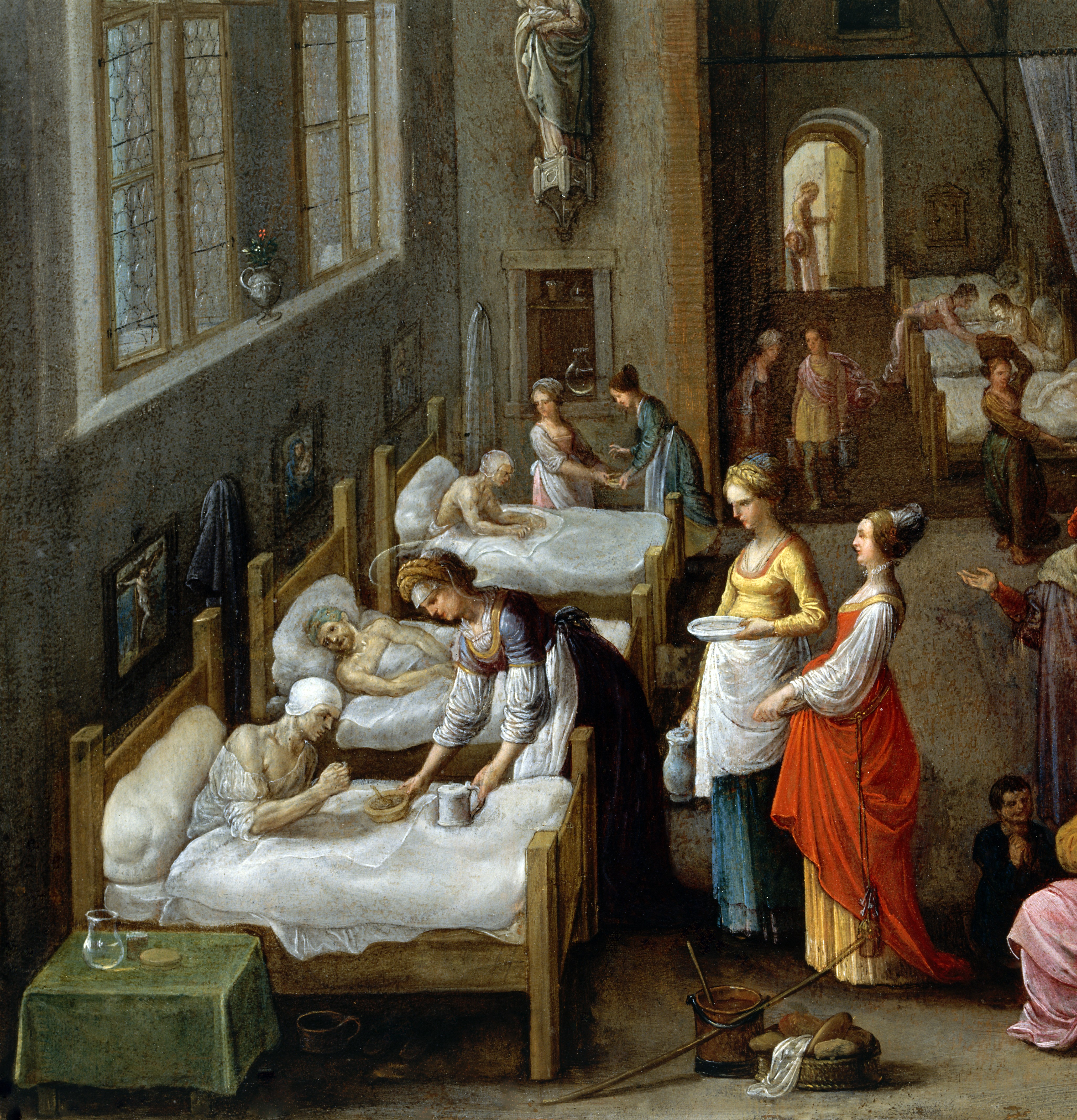
Sainte Élisabeth
visite un hôpital
Adam Elsheimer (c. 1598)

- Gilbert de Aquila (en)[1] (c. 1180-c. 1250[2]) recommande aux marins d'embarquer des provisions de fruits et de légumes frais pour prévenir le scorbut[3].
- « Première mention des chanoines qui prennent en main la destinée de la léproserie » Saint-Nicolas de Bayeux, constituée jusqu'alors en communauté autonome[4].
- Dans le diocèse de Sens, l'abbaye cistercienne de la Cour-Notre-Dame est unie à la maison-Dieu de Villuis[5], où elle continue d'accueillir des enfants, probablement les fils et les filles des lépreux qu'elle reçoit à son établissement de Michery[6].
- Élisabeth de Hongrie, veuve de Louis IV, landgrave de Thuringe, fonde l'hôpital Sainte-Marie-Madeleine de Gotha[7].
- La léproserie Saint-Léonard (St. Leonard's Leper Hospital) est attestée à Dunfermline en Écosse[8].
- Une léproserie, dite de Courtory, est mentionnée à Coupvray, près Lagny, en Champagne[9].
- Une léproserie, qui subsistera jusqu'en 1494, est attestée à Saint-Soupplets, dans l'actuel département de Seine-et-Marne[10].
- Une léproserie, qui subsistera jusqu'en 1483 au moins, est attestée à Pantin, en Île-de-France, dans l'actuel département de la Seine-Saint-Denis[11],[12].
- 1225-1227 : à Toulouse, l'hôpital dit « Novel », du nom de ses architectes, est édifié sur la rive gauche de la Garonne grâce au legs d'Arnaud d'Aragon, prieur de la Daurade ; officiellement fondé en 1257 comme hôpital Saint-Jacques, il sera uni en 1313 à l'hôpital Sainte-Marie de la Daurade, lui-même fondé en 1230, pour former l'hôpital Saint-Jacques du Bout-du-Pont et prendre, en 1554, le nom d'hôtel-Dieu Saint-Jacques[13],[14].

## Publication
- Adam de Crémone, Regimen iter agentium vel peregrinantium (« Régime de voyage ou de pèlerinage[15] »).

## Décès
- Muhaddabad-Din Yusuf ben Abi Saīd, médecin samaritain en Syrie, a donné ses soins avec succès à la sœur de Saladin ; est devenu vizir de son petit-neveu, al-Amgad Bahramsah, gouverneur de Baalbek[16].